# Chaulnes
Chaulnes és un municipi francès situat al departament del Somme i a la regió dels Alts de França. L'any 2007 tenia 1.936 habitants.

## Demografia

### Població

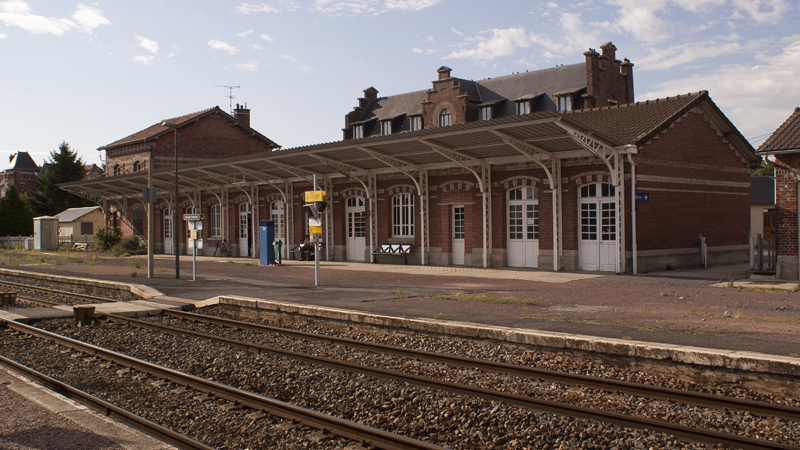
Estació

El 2007 la població de fet de Chaulnes era de 1.936 persones. Hi havia 733 famílies de les quals 180 eren unipersonals (78 homes vivint sols i 102 dones vivint soles), 225 parelles sense fills, 287 parelles amb fills i 41 famílies monoparentals amb fills.
La població ha evolucionat segons el següent gràfic:
Habitants censats

### Habitatges
El 2007 hi havia 836 habitatges, 754 eren l'habitatge principal de la família, 29 eren segones residències i 53 estaven desocupats. 700 eren cases i 136 eren apartaments. Dels 754 habitatges principals, 453 estaven ocupats pels seus propietaris, 280 estaven llogats i ocupats pels llogaters i 20 estaven cedits a títol gratuït; 7 tenien una cambra, 45 en tenien dues, 129 en tenien tres, 230 en tenien quatre i 343 en tenien cinc o més. 544 habitatges disposaven pel capbaix d'una plaça de pàrquing. A 412 habitatges hi havia un automòbil i a 206 n'hi havia dos o més.

### Piràmide de població
La piràmide de població per edats i sexe el 2009 era:
| Homes | Edats   | Dones |
| ----- | ------- | ----- |
| 4     | 95 o +  | 4     |
| 0     | 90 a 94 | 4     |
| 4     | 85 a 89 | 20    |
| 8     | 80 a 84 | 20    |
| 20    | 75 a 79 | 28    |
| 64    | 70 a 74 | 44    |
| 40    | 65 a 69 | 48    |
| 32    | 60 a 64 | 48    |
| 24    | 55 a 59 | 60    |
| 52    | 50 a 54 | 44    |
| 48    | 45 a 49 | 60    |
| 52    | 40 a 44 | 52    |
| 80    | 35 a 39 | 76    |
| 92    | 30 a 34 | 88    |
| 84    | 25 a 29 | 88    |
| 48    | 20 a 24 | 40    |
| 56    | 15 a 19 | 44    |
| 64    | 10 a 14 | 52    |
| 52    | 5 a 9   | 104   |
| 72    | 0 a 4   | 60    |

## Economia
El 2007 la població en edat de treballar era de 1.234 persones, 889 eren actives i 345 eren inactives. De les 889 persones actives 782 estaven ocupades (454 homes i 328 dones) i 106 estaven aturades (50 homes i 56 dones). De les 345 persones inactives 82 estaven jubilades, 123 estaven estudiant i 140 estaven classificades com a «altres inactius».

### Ingressos
El 2009 a Chaulnes hi havia 795 unitats fiscals que integraven 1.983 persones, la mediana anual d'ingressos fiscals per persona era de 15.478 €.

### Activitats econòmiques
Dels 131 establiments que hi havia el 2007, 3 eren d'empreses extractives, 4 d'empreses alimentàries, 1 d'una empresa de fabricació de material elèctric, 4 d'empreses de fabricació d'altres productes industrials, 13 d'empreses de construcció, 30 d'empreses de comerç i reparació d'automòbils, 9 d'empreses de transport, 6 d'empreses d'hostatgeria i restauració, 12 d'empreses financeres, 10 d'empreses immobiliàries, 16 d'empreses de serveis, 14 d'entitats de l'administració pública i 9 d'empreses classificades com a «altres activitats de serveis».
Dels 31 establiments de servei als particulars que hi havia el 2009, 1 era una gendarmeria, 1 oficina de correu, 4 oficines bancàries, 5 tallers de reparació d'automòbils i de material agrícola, 1 autoescola, 2 paletes, 1 guixaire pintor, 4 fusteries, 3 lampisteries, 1 electricista, 4 perruqueries, 3 restaurants i 1 tintoreria.
Dels 13 establiments comercials que hi havia el 2009, 1 era, 1 un hipermercat, 1 un supermercat, 1 una botiga de més de 120 m², 1 una botiga de menys de 120 m², 1 una fleca, 1 una peixateria, 2 botigues de roba, 1 una botiga de roba, 1 una botiga de material de revestiment de parets i terra i 2 floristeries.
L'any 2000 a Chaulnes hi havia 7 explotacions agrícoles.

## Equipaments sanitaris i escolars
El 2009 hi havia 2 farmàcies i 1 ambulància.
El 2009 hi havia 1 escola maternal i 1 escola elemental. Chaulnes disposava d'un col·legi d'educació secundària amb 330 alumnes.

## Poblacions més properes
El següent diagrama mostra les poblacions més properes.